# Tour cycliste international de la Guadeloupe 2025
La 74e édition du Tour cycliste international de la Guadeloupe a lieu du 1er août 2025 au 10 août 2025. La course fait partie du calendrier UCI Europe Tour 2025 en catégorie 2.2.
Elle est remportée par le Colombien Andrés Camilo Ardila (NU Colombia) en 32 h 0 min 44 s avec une moyenne de 41,42 km/h. Il devance le Français Stefan Bennett courant pour la Martinique de 1 min 20 s et le Guadeloupéen Axel Taillandier (Team Madras Capesterre Belle-Eau) de 1 min 31 s.
Le Burkinabè Paul Daumont (Guidon Sprinter Canalien Cycling Team) remporte le classement par points, le Colombien Jhonatan Chaves (NU Colombia) celui de la montagne, le Guadeloupéen Baptiste Gaillard (Excelsior) est meilleur jeune tandis que le Français Johan Chardon (Vendée U Pays de la Loire) gagne celui des points chauds. Le vainqueur du Tour Andrés Camilo Ardila remporte le classement combiné. Pour finir, la formation polonaise Mazowsze Serce Polski est déclarée meilleure équipe.

## Présentation

### Parcours
Le Tour se déroule en 10 étapes sur 10 jours dont un prologue. Il comporte 1 contre-la-montre lors du prologue, 6 étapes de plat, 1 étape vallonnée et 2 étapes de montagne. Il débute par un prologue à Pointe-à-Pitre le vendredi 1er août 2025 sous forme de contre-la-montre et s’achève le dimanche 10 août 2025 à Baie-Mahault, après un parcours de 1 333,30 km.

Trois étapes sont particulièrement redoutées : la deuxième étape avec une arrivée au sommet de La Regrettée à Trois-Rivières et ses pentes à plus de 25 %, la cinquième étape et ses neufs ascensions dont le Col des Mamelles et la huitième étape avec un retour aux Mamelles et une arrivée en montée à Saint-Louis, Baillif.

### Équipes
Classé en catégorie 2.2 de l'UCI Europe Tour, le Tour cycliste international de la Guadeloupe est par conséquent ouvert aux équipes continentales professionnelles, aux équipes continentales, aux sélections nationales, aux sélections régionales et aux clubs amateurs.
Vingt-cinq équipes participent à ce tour : trois équipes continentales, trois clubs étrangers, deux sélections régionales et dix-sept clubs locaux.
| Équipes continentales (3)- NU Colombia - Vendée U Pays de la Loire - Mazowsze Serce Polski Équipes régionales et de clubs (20)- Uni Sport Lamentinois - Team Madras Capesterre Belle-Eau - Team Cama CCD - GRC Jan van Arckel - Jeunesse Cycliste des Abymes - Guidon Sprinter Canalien Cycling Team - Espoir du Sud - Convergence Sportive Culturelle et Abymienne - Embrace The World Cycling - Excelsior - Association Unité Sainte Rosienne Vélo - Vélo d'Or du Centre et de la Caraïbe - Gwada Bikers 118 - Association Culturelle Karak - Union Vélocipédique Marie-Galantaise - Rayon d'Argent - Association Vélo Club Saintannais - Amicale de Cyclisme et de la Verdure de Petit-Bourg - Pédale du Centre - Club Cycliste du Moule Équipes régionales et de clubs (2)- Martinique - Québec en Vélo |
| |

### Favoris
Le vainqueur du précédent Tour, le Colombien Kevin Castillo, n'est pas présent tout comme son équipe Sistecrédito. Mais deux anciens vainqueurs du Tour, et prétendants potentiels à la victoire finale, sont au départ de la course : Stefan Bennett et Benjamin Le Ny. Ce dernier, vainqueur du Tour de Marie-Galante 2025, est le principal favori à la victoire, malgré la perte sur chute d'un de ses coéquipiers, le Colombien Esneider Báez. Il court cette fois pour l'équipe Team Cama CCD, l'une des meilleures au niveau local. Le principal challenger de Benjamin Le Ny est Damien Urcel, qui a lui aussi changé d'équipe pour rejoindre la Team Madras Capesterre Belle-Eau. Il a également enchaîné les victoires au cours de la saison 2025, dont le Championnat de France d'Outre-Mer, le Tour de Martinique et en terminant 2e du Tour de Marie-Galante. Son équipe aligne également de très bons coureurs dont Axel Taillandier, ancien champion de Guadeloupe et Kévin Le Cunff, qui a gagné la majorité des courses guadeloupéennes en 2025,,.

Mais les équipes invitées ont également de sérieuses chances de victoire, surtout avec la NU Colombia et Andrés Camilo Ardila, vainqueur du Tour d'Italie espoirs 2019. Réputée aussi forte que la Sistecrédito qui avait dominé le Tour 2024, la NU Colombia et ses grimpeurs sont en position de force dans les étapes de montagne. L'équipe polonaise de la Mazowsze Serce Polski est aussi dimensionnée pour gagner le Tour,.

D'autres équipes peuvent viser des victoires d'étape, comme la Vendée U Pays de la Loire, habituée du Tour malgré un effectif très jeune, ou l'Uni Sport Lamentinois, avec Dilhan Will et Kaden Hopkins. Certains espoirs comme Taïno Cailliau (Rayon d'Argent), Jérémy Deloumeaux (Jeunesse Cycliste des Abymes), Julien Chane Foc (Team Madras Capesterre Belle-Eau) ou Philgy Palmiste (Convergence Sportive Culturelle et Abymienne) peuvent remporter des étapes également,.

### Primes
Les prix sont attribués suivant le barème de l'UCI,.
| Position           | 1er     | 2e      | 3e    | 4e    | 5e    | 6e    | 7e    | 8e    | 9e    | 10e à 20e |
| Classement général | 2 105 € | 1 055 € | 525 € | 265 € | 210 € | 158 € | 158 € | 107 € | 107 € | 50 €      |
| Par étape          | 1 205 € | 600 €   | 300 € | 150 € | 120 € | 90 €  | 90 €  | 60 €  | 60 €  | 30 €      |
| Par demi-étape     | 900 €   | 455 €   | 225 € | 115 € | 90 €  | 68 €  | 68 €  | 47 €  | 47 €  | 20 €      |

## Étapes
| Étape     | Date    | Villes étapes                   | type                        | Distance (km) | Vainqueur d'étape    | Leader du classement général |
| --------- | ------- | ------------------------------- | --------------------------- | ------------- | -------------------- | ---------------------------- |
| Prologue  | 1 août  | Pointe-à-Pitre – Pointe-à-Pitre | contre-la-montre individuel | 3,6           | Kaden Hopkins        | Kaden Hopkins                |
| 1re étape | 2 août  | Les Abymes – Saint-François     | étape de plaine             | 162           | Delano Swenne        | Kaden Hopkins                |
| 2e étape  | 3 août  | Sainte-Anne – Trois-Rivières    | étape vallonnée             | 137           | Jakub Kaczmarek      | Jakub Kaczmarek              |
| 3e étape  | 4 août  | Baie-Mahault – Deshaies         | étape de plaine             | 146           | Philipp Freyer       | Jakub Kaczmarek              |
| 4e étape  | 5 août  | Morne-à-l'Eau – Les Abymes      | étape de plaine             | 148,3         | Julien Chane Foc     | Jakub Kaczmarek              |
| 5e étape  | 6 août  | Baie-Mahault – Gourbeyre        | étape de montagne           | 158,2         | Jhonatan Chaves      | Andrés Camilo Ardila         |
| 6e étape  | 7 août  | Goyave – Petit-Bourg            | étape de plaine             | 141,3         | Dawid Lewandowski    | Andrés Camilo Ardila         |
| 7e étape  | 8 août  | Petit-Canal – Le Moule          | étape de plaine             | 141           | Paul Daumont         | Andrés Camilo Ardila         |
| 8e étape  | 9 août  | Vieux-Habitants – Baillif       | étape de montagne           | 142           | Andrés Camilo Ardila | Andrés Camilo Ardila         |
| 9e étape  | 10 août | Pointe-à-Pitre – Baie-Mahault   | étape de plaine             | 154,9         | Paul Daumont         | Andrés Camilo Ardila         |

## Déroulement de la course

### Prologue
Le prologue du Tour de la Guadeloupe se dispute à Pointe-à-Pitre avec le seul contre-la-montre du Tour, sur une courte distance de 3,6 km sur du plat.

Il voit la victoire de Kaden Hopkins de l'Uni Sport Lamentinois, déjà double vainqueur d'étape en 2024. Il termine le parcours en 4 min 7 s, devançant Kévin Le Cunff de la Team Madras Capesterre Belle-Eau de 5 secondes et Philgy Palmiste (Convergence Sportive Culturelle et Abymienne) de 10 secondes.

À noter la 46e place de Benjamin Le Ny à 24 secondes du vainqueur, à cause d'un problème technique sur son vélo.
| Classement du prologue | Classement du prologue | Classement du prologue | Classement du prologue                       | Classement du prologue |
|                        | Coureur                | Pays                   | Équipe                                       | Temps                  |
| ---------------------- | ---------------------- | ---------------------- | -------------------------------------------- | ---------------------- |
| 1er                    | Kaden Hopkins          | Bermudes               | Uni Sport Lamentinois                        | en 4 min 7 s           |
| 2e                     | Kévin Le Cunff         | France                 | Team Madras Capesterre Belle-Eau             | + 5 s                  |
| 3e                     | Philgy Palmiste        | France                 | Convergence Sportive Culturelle et Abymienne | + 10 s                 |
| 4e                     | Hubert Grygowski       | Pologne                | Mazowsze Serce Polski                        | + 12 s                 |
| 5e                     | Johan Chardon          | France                 | Vendée U                                     | + 12 s                 |
| 6e                     | Lucas Menanteau        | France                 | Vendée U                                     | + 12 s                 |
| 7e                     | Taïno Cailliau         | France                 | Rayon d'Argent                               | + 15 s                 |
| 8e                     | Lucas Mainguenaud      | France                 | Vendée U                                     | + 15 s                 |
| 9e                     | Damien Urcel           | France                 | Team Madras Capesterre Belle-Eau             | + 15 s                 |
| 10e                    | Jhonatan Guatibonza    | Colombie               | NU Colombia                                  | + 16 s                 |
| modifier               |                        |                        |                                              |                        |

| Classement général | Classement général  | Classement général | Classement général                           | Classement général |
|                    | Coureur             | Pays               | Équipe                                       | Temps              |
| ------------------ | ------------------- | ------------------ | -------------------------------------------- | ------------------ |
| 1er                | Kaden Hopkins       | Bermudes           | Uni Sport Lamentinois                        | en 4 min 7 s       |
| 2e                 | Kévin Le Cunff      | France             | Team Madras Capesterre Belle-Eau             | + 5 s              |
| 3e                 | Philgy Palmiste     | France             | Convergence Sportive Culturelle et Abymienne | + 10 s             |
| 4e                 | Hubert Grygowski    | Pologne            | Mazowsze Serce Polski                        | + 12 s             |
| 5e                 | Johan Chardon       | France             | Vendée U                                     | + 12 s             |
| 6e                 | Lucas Menanteau     | France             | Vendée U                                     | + 12 s             |
| 7e                 | Taïno Cailliau      | France             | Rayon d'Argent                               | + 15 s             |
| 8e                 | Lucas Mainguenaud   | France             | Vendée U                                     | + 15 s             |
| 9e                 | Damien Urcel        | France             | Team Madras Capesterre Belle-Eau             | + 15 s             |
| 10e                | Jhonatan Guatibonza | Colombie           | NU Colombia                                  | + 16 s             |
| modifier           |                     |                    |                                              |                    |

### 2eétape
Lors de la 2e étape, les cyclistes néerlandais de l’équipe GRC Jan van Arckel, Niels Tenniglo et Huub Van Kapel, sont exclus pour avoir pris un raccourci.

## Liste des participants
- Liste de départ complète